# IStumbler
O iStumbler é um utilitário de código aberto para buscar redes sem fio  e dispositivos Macintosh habilitados com AirPort, bluetooth e até mesmo dispositos GPS. O iStumbler foi originalmente construído com base no código-fonte do MacStumbler. O desenvolvimento foi focado na detecção de redes sem fio (802.11), mas as versões mais recentes suportam a detecção de dispositivos sem fio bluetooth e serviços de rede Bonjour.
O iStumbler exibe o sinal da rede, o tipo de criptografia das redes fechadas. Ainda monitora o nível de ruído, freqûência, canal e nome da rede se endereço MAC.
O utilitário pode ser muito útil para usuários de computadores portáteis que se utilizam de conexões sem fio, na busca para acessar a internet via redes públicas ou privadas.

## Requerimentos do sistema
- Mac OS X v10.3.9 ou superior.
- Binário universal.
- Suporta notificações via Growl.

### Widget
Na página ofiical é disponibilizada um widget do iStumbler.